# آبهیمانیو میشرا

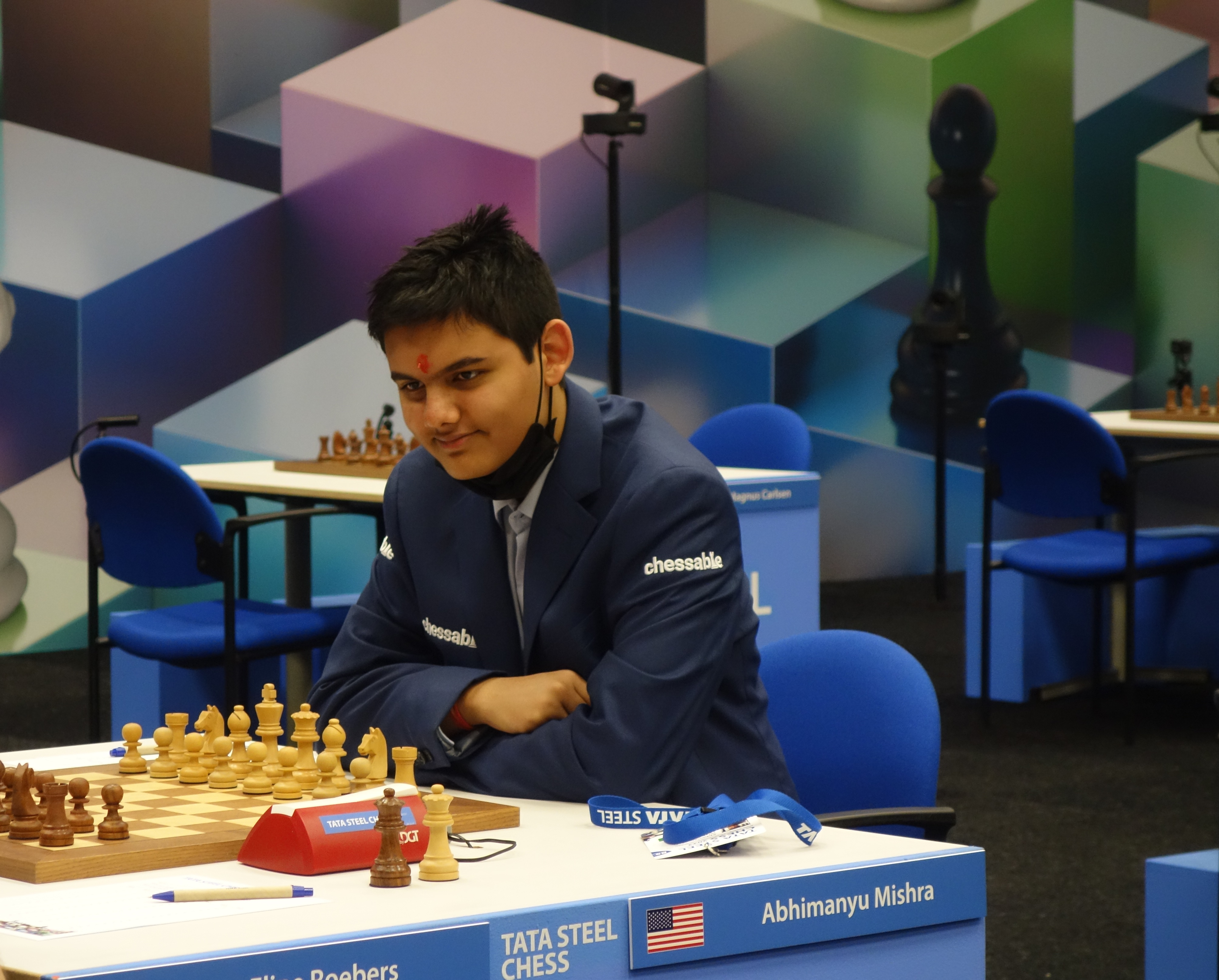
آبهیمانیو میشرا - ۲۰۲۳

آبهیمانیو میشرا (انگلیسی: Abhimanyu Mishra؛ زادهٔ ۵ فوریهٔ ۲۰۰۹) شطرنج‌باز اهل ایالات متحده آمریکا است. او در ۱۲ سالگی جوان‌ترین استاد بزرگ شطرنج دنیا شد. این عنوان تا پیش از این در اختیار سرگئی کاریاکین بود که این عنوان را در سن ۱۲ سال و ۷ ماهگی، در سال ۲۰۰۲ بدست آورده بود. او در هفت سالگی جوان‌ترین بازیکن سطح تخصصی در فدراسیون شطرنج ایالات متحده شد.
| به‌دلیل برخی مشکلات فنی، نمودارها موقتاً قابل مشاهده نیستند. اطلاعات بیشتر پیرامون این مشکل در فابریکاتور و وبگاه مدیاویکی در دسترس است. | |
| | به‌دلیل برخی مشکلات فنی، نمودارها موقتاً قابل مشاهده نیستند. اطلاعات بیشتر پیرامون این مشکل در فابریکاتور و وبگاه مدیاویکی در دسترس است. |